# Portugalsko na Letních olympijských hrách 1988
Portugalsko se účastnilo Letní olympiády 1988 v jihokorejském Soulu. Zastupovalo ho 64 sportovců (55 mužů a 9 žen) ve 14 sportech.

## Medailisté
| Medaile | Jméno        | Sport    | Soutěž       |
| ------- | ------------ | -------- | ------------ |
| Zlato   | Rosa Motaová | Atletika | Ženy maraton |